# Klapcaravan
De klapcaravan is een caravan die ingeklapt kan worden en lijkt op een grote vouwwagen, zoals een Alpenkreuzer.
Het onderscheidende kenmerk van een klapcaravan t.o.v. een vouwwagen, is dat de klapcaravan een gewone caravan is met harde wanden, als deze is uitgeklapt. Een vouwcaravan is weliswaar voorzien van een hard dak, maar met zijkanten van tentdoek, zoals een Paradiso. 
De bekendste merken klapcaravans zijn Esterel en Rapido. Andere merken zijn La Bohéme en Casita. Dit zijn allemaal Franse merken. In Nederland werd de Sunsleeper gemaakt. Geen van deze merken produceren vandaag de dag nog klapcaravans vanwege de hoge fabricagekosten. In 2008 heeft het Nederlandse bedrijf Kip Caravans een prototype gemaakt van een klapcaravan, maar deze is nooit in productie gegaan. Bestaande klapcaravans worden door liefhebbers nog wel in stand gehouden. Nederland kent drie klapcaravanclubs voor hobbyisten (voor Rapido, Esterel en La Bohème). 
Ook in Duitsland en Frankrijk zijn de klapcaravans nog steeds zeer geliefd en worden door velen met plezier in stand gehouden. Evenementen voor dergelijke caravans vinden in die landen dan ook regelmatig plaats.
In Engeland worden de klapcaravans nog steeds gebouwd door de firma Gobur. Deze firma heeft op het Europese vasteland echter geen importeur. Ook op andere continenten (Amerika en Australië) worden nog soortgelijke caravans gebouwd. 